# Посерда (деревня)
Посерда — деревня в России, расположена в Клепиковском районе Рязанской области. Входит в состав Ненашкинского сельского поселения.

## География
Деревня Посерда расположена примерно в 22 км к северу от центра города Спас-Клепики на реке Посерда. Ближайшие населённые пункты — деревня Старково к северу и деревня Чёрное к югу. Географически деревня является самым северным населенным пунктом области, примерно в 1,5 километрах севернее проходит граница с Владимирской областью.

## История
Деревня Посорда, относящаяся к приходу Успенской церкви в селе Прудки, упоминается в дозорной и переписной книге 1681 года. В это время она принадлежала князю Андрею Михайловичу Кольцову-Мосальскому и в ней проживало 4 крестьянина и два бобыля.
В 1905 году деревня входила в состав Прудковской волости Касимовского уезда и имела 115 дворов при численности населения 871 чел.

## Население
| 1859 | 1897 | 1906 | 2010 |
| ---- | ---- | ---- | ---- |
| 490  | ↗783 | ↗871 | ↘22  |

## Транспорт и связь
Деревня соединена с районным центром асфальтированной дорогой с регулярным автобусным сообщением.
Деревню Посерда обслуживает сельское отделение почтовой связи Прудки (индекс 391047).